# Grammomys dolichurus
Grammomys dolichurus је врста глодара из породице мишева (Muridae).

## Распрострањење
Ареал врсте Grammomys dolichurus обухвата већи број држава. Врста је присутна у Судану, Етиопији, Јужноафричкој Републици, Анголи, ДР Конгу, Мозамбику, Замбији, Зимбабвеу, Кенији, Танзанији, Бурундију, Малавију, Руанди и Свазиленду.

## Станиште
Станишта врсте су шуме и жбунаста вегетација.

## Угроженост
Ова врста није угрожена, и наведена је као последња брига јер има широко распрострањење.